# باشگاه فوتبال یوکوهاما اف مارینوس
باشگاه فوتبال یوکوهاما اف مارینوس (به ژاپنی: 横浜F・マリノス) یک باشگاه فوتبال حرفه‌ای در ژاپن است. این تیم در سال ۱۹۷۳ با نام باشگاه فوتبال نیسان موتورز تأسیس شد و از سال ۱۹۸۲ به این‌سو همواره در دسته اول فوتبال ژاپن بازی کرده‌است. یوکوهاما مارینوس سابقه ۵ بار قهرمانی در جی‌لیگ را نیز دارد. و
یوکوهاما مارینوس سابقه ۲ قهرمانی در جام برندگان جام آسیا در سالهای ۹۲-۱۹۹۱ و ۹۳–۱۹۹۲ و دو نایب قهرمانی در لیگ قهرمانان آسیا در فصل ۹۰–۱۹۸۹ و ۲۴–۲۰۲۳ را دارد.
ستاره روی لوگو به ازای هر ۱ قهرمانی لیگ داخلی زده شده‌است.

## بازیکنان برجسته
- رامون دیاز
- نستور گوروسیتو
- آلبرتو آکوستا
- رامون مدینا بیو
- گوستاوو زاپاتا
- خولیو سزار بالدیویسو
- رونی
- مارسیو رودریگز
- مارکز باتیستا دی آبرئو
- سزار سامپایو
- زینهو
- ایوایر
- ادو مارانگون
- گوران یوریچ
- یون آندونی گویکوتکسا
- خولیو سالیناس
- ایگور لدیاخوف
- جیمی رودریگوئز
- دوشان پتکوویچ

## عملکرد در مسابقات AFC
- لیگ قهرمانان آسیا

۹۰–۱۹۸۹: نایب قهرمان
۲۴–۲۰۲۳: نایب قهرمان
- جام برندگان جام آسیا

۹۲–۱۹۹۱: قهرمان
۹۳–۱۹۹۲: قهرمان